# Rau IX
Rau IX är ett valfångstfartyg som byggdes 1939 på Deschimags varv i dåvarande Wesermünde i Tyskland åt Walter Rau Walfang AG, som grundats av oljeslageriägaren och margarintillverkaren Walter Rau. Det skulle tillsammans med moderfartyget Walter Rau och nio andra valbåtar fånga val i Antarktis.
Redan innan sin första resa byggdes fartyget om för ubåtsjakt. Hon stationerades bland annat i Hammerfest i Nordnorge och användes för minröjning efter andra världskriget.

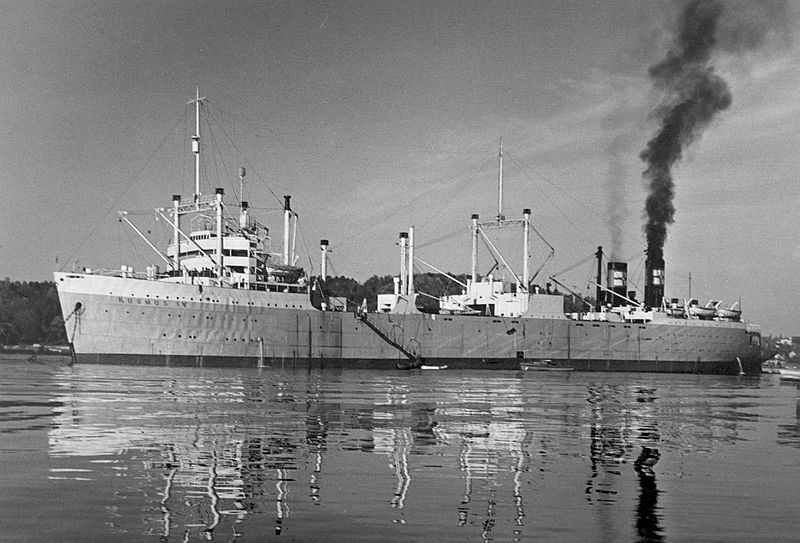
Valkokeriet Valter Rau (Kosmos IV), 1947.

Efter minröjningsuppdragen återgick fartyget till valfångst under brittisk flagg och på 1950-talet överfördes hon till Norge som en del av det tyska krigsskadeståndet och fick namnet Krutt. Hon såldes till Island år 1955 och fick namnet Hvalur. Fartyget avslutade sin   tjänst under färöisk flagg till hon lades upp 1968.
Med stöd från den ursprungliga ägarfamiljen övertogs hon av Deutsches Schifffahrtsmuseum i Bremen och har renoverats till originalskick enligt varvets ritningar. Harpunen på fördäck är försedd med en 1 200 meter lång lina. Fartyget är kulturskyddat sedan 2005.